# Oti (fiume)
L'Oti è un fiume dell'Africa Occidentale che nasce nel nord-ovest del Benin presso la Catena dell'Atakora e sfocia nel Lago Volta, in Ghana.
L'Oti è anche uno dei più importanti fiumi del Togo; lo attraversa infatti nella sua parte settentrionale da nord-est a sud-ovest formando un bacino di rilevante importanza dopo esser passato al confine di Burkina e Benin dove viene chiamato Pendjari; successivamente entra in Ghana e rappresenta per un tratto di circa 50/60 km il confine tra i due stati, infine sfocia, come già detto, nel Lago Volta; è il suo più importante immissario dopo il fiume omonimo.

## Il Parco Nazionale Pendjari
Parte della valle che il fiume crea nel Benin è diventata nel 1986 parco nazionale. Il parco comprende solo una riva del fiume e una vasta zona dei Monti del Togo.